# Pudim de pão

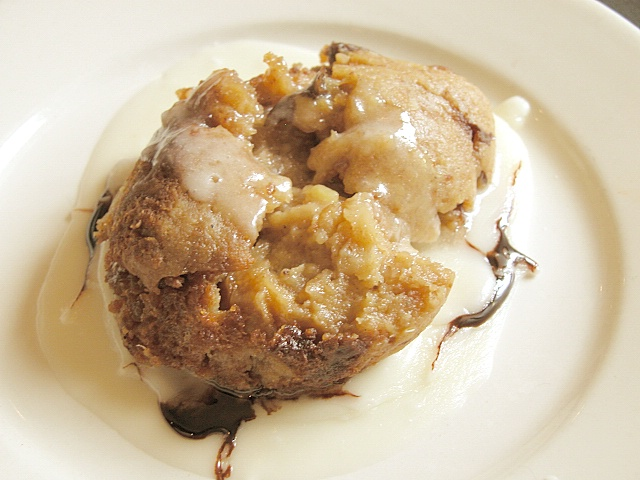
Pudim de pão de Nova Orleães.

Pudim de pão é uma sobremesa popular das cozinhas britânica, porto-riquenha, mexicana, belga, francesa e do sul dos Estados Unidos. Com ingredientes básicos diversificados entre ovo, leite, açúcar e pão, geralmente amanhecido.